# Kradibia williamsi
Kradibia williamsi är en stekelart som beskrevs av Wiebes 1993. Kradibia williamsi ingår i släktet Kradibia och familjen fikonsteklar.
Artens utbredningsområde är Filippinerna. Inga underarter finns listade i Catalogue of Life.